# 長谷川園吉
長谷川 園吉（はせがわ そのきち、生没年不詳）は、明治時代の東京の地本問屋。

## 来歴
近江屋とも号す。長谷川園吉、または其吉といった。長谷川忠兵衛の一族と思われる。明治時代に蛎殻町2丁目8番地、日本橋区小伝馬町3丁目17番地において地本問屋を営業している。豊原国周、歌川国利、楊洲周延、楊斎延一、歌川豊宣、小林清親らの錦絵を出版している。

## 作品
- 豊原国周 「西南雲晴朝東風」 大判3枚続 錦絵 明治11年（1878年)
- 歌川国利 「東京市街鉄道馬車万世橋通行ノ景」 大判3枚続 錦絵 明治15年（1882年）
- 歌川豊宣 「近世桜田の雪」 大判3枚続 明治17年（1884年）
- 楊洲周延 「隅田之観雪」 大判3枚続 錦絵 明治21年（1888年）
- 楊洲周延・延次 「勧業博覧会館内一覧之図」 大判3枚続 錦絵 明治23年（1890年）
- 楊斎延一 「大元帥陛下新橋ご発輦之図」
- 小林清親 「我軍隊牛荘城市街戦撮影之図」 大判3枚続 錦絵 明治28年（1895年）